# 昂普瓦涅
昂普瓦涅（法語：Ampoigné，法語發音：[ɑ̃pwaɲe]）是法国马耶讷省的一个旧市镇，位于该省南部，属于贡捷堡区。2018年1月1日，昂普瓦涅和相邻的莱涅合并为新市镇普雷当茹（Prée-d'Anjou）。

## 地理
昂普瓦涅（47°48'38"N, 0°49'32"W）面积21.12 平方千米，位于法国卢瓦尔河地区大区马耶讷省，该省份为法国西北部内陆省份，北起芒什省和奧恩省，西接伊勒-维莱讷省，南至曼恩-卢瓦尔省，东临萨尔特省。
与昂普瓦涅接壤的市镇（或旧市镇、城区）包括：圣索沃尔德弗莱、贡捷堡、舍马泽、莱涅、梅村、波姆里约、圣康坦莱桑日、马耶讷河畔贡捷堡。
昂普瓦涅的时区为UTC+01:00、UTC+02:00（夏令时）。

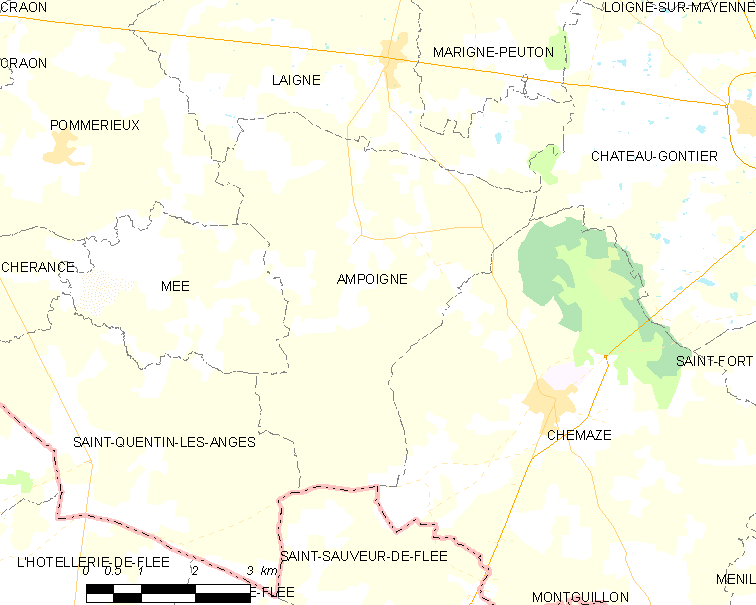
昂普瓦涅的OSM定位图

## 行政
昂普瓦涅的邮政编码为53200，INSEE市镇编码为53004。

## 政治
昂普瓦涅所属的省级选区为马耶讷河畔贡捷堡第二县。

## 人口

1962-2008年间昂普瓦涅人口变化图示

昂普瓦涅于2018年1月1日时的人口数量为565人。